# Horas de Bedford

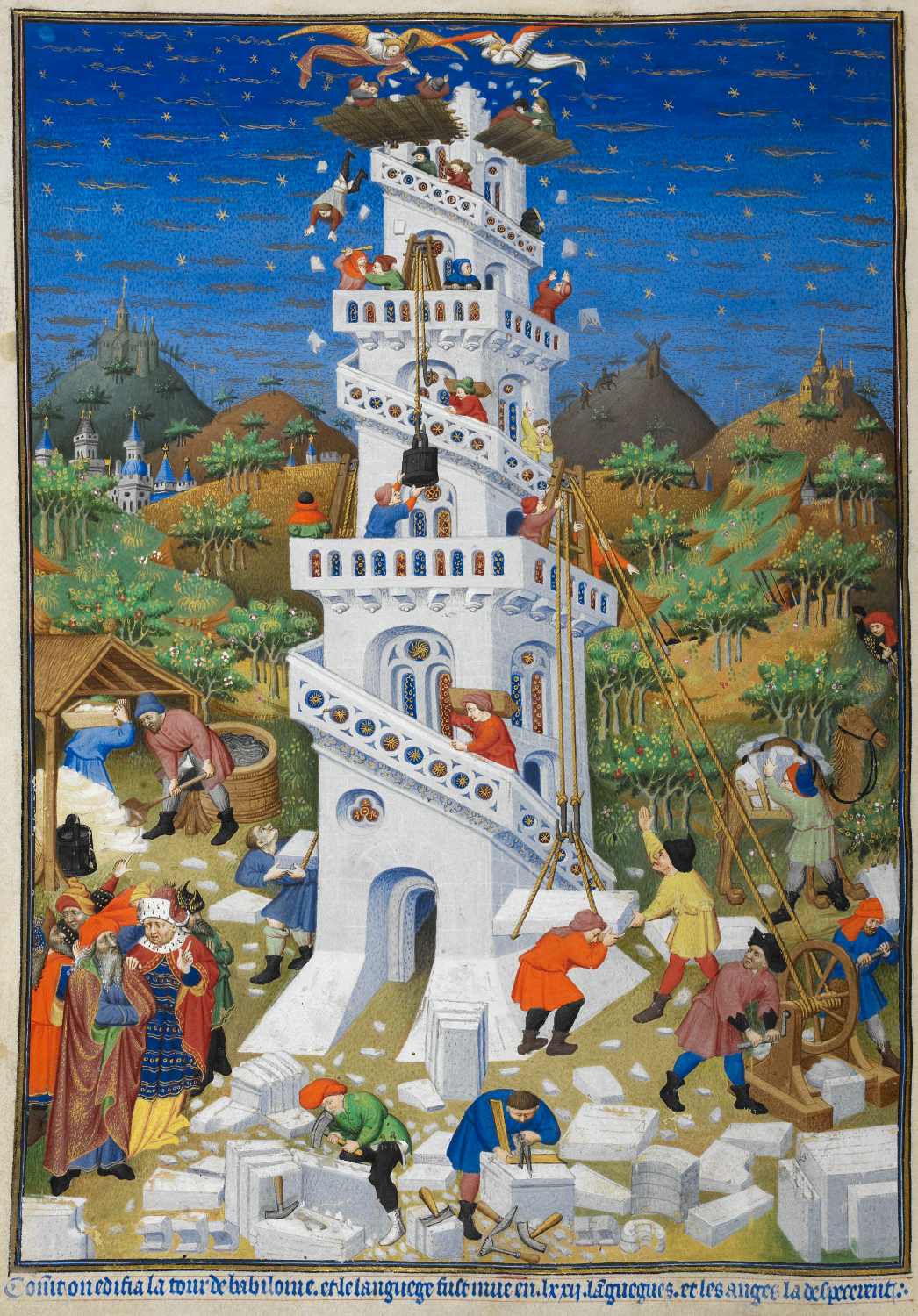
Folio 17v, que muestra la construcción de la Torre de Babel

Las Horas de Bedford es un libro de horas francés de finales de la Edad Media. Data de principios del siglo XV (c. 1410–30); Algunas de sus miniaturas, incluidos los retratos de los duques de Bedford, han sido atribuidas al maestro de Bedford y a su taller de París. El duque y la duquesa de Bedford le regalaron el libro a su sobrino Enrique VI en 1430.  Se encuentra en la Biblioteca Británica, catalogado como Add MS 18850.

## Historia

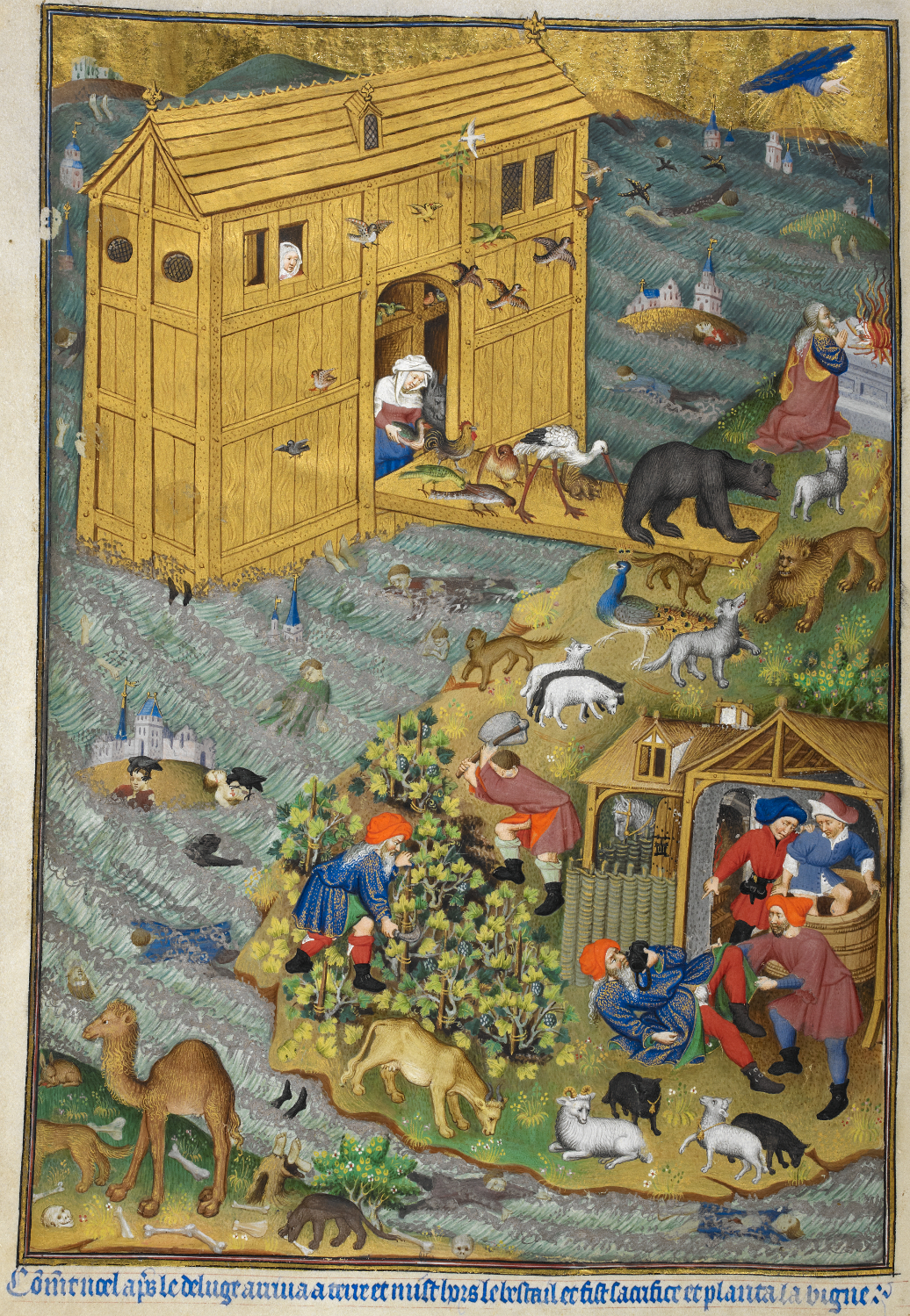
La salida del Arca de Noé, f. 16v

El manuscrito se elaboró en varias etapas, incluyendo material nuevo que se fue añadiendo a medida que el manuscrito pasaba de propietario a propietario. No se conoce con certeza el origen del manuscrito, ni hay acuerdo sobre su mecenas inicial. La inclusión de ciertos símbolos heráldicos en su programa decorativo puede sugerir un mecenazgo original en la familia real francesa, tal vez el delfín Luis de Guyena (m. 1415).También es posible que esta primera etapa de la producción tuviera lugar más tarde, tras la muerte de Luis, y que los símbolos heráldicos no tuvieran una referencia inmediata al mecenazgo, sino que simplemente formaran parte del programa iconográfico estándar del taller.
A principios de la década de 1420, el manuscrito estaba en posesión de Juan de Lancaster, duque de Bedford y regente de Francia en nombre de su sobrino Enrique VI desde 1422 hasta su muerte en 1435. En 1423 entregó el manuscrito a su esposa Ana de Borgoña como regalo de bodas.Entre los añadidos a la iluminación del manuscrito que conmemoran su propiedad por parte del duque y la duquesa de Bedford figuran dos grandes miniaturas de retratos (ff. 256v y 257v), que muestran a Juan arrodillado ante San Jorge y a Ana de Borgoña arrodillada ante Santa Ana. 
En 1430, Ana regaló el manuscrito por Navidad a Enrique VI, de nueve años, que vivía con los Bedford en Ruan antes de su coronación como rey de Francia.Este regalo fue conmemorado en el propio manuscrito, en el f. 256r, en una inscripción realizada a petición del duque, escrita por John Somerset, tutor y médico personal de Enrique.Es posible que las miniaturas de los Bedford se añadieran durante la preparación del libro para regalárselo a Enrique, junto con otras adiciones al programa de iluminación.
Los propietarios posteriores incluyen al rey Enrique II de Francia y su esposa Catalina de Médicis (identificables por sus escudos de armas, agregados al manuscrito), y Frances Worsley (1673-1750), esposa de Sir Robert Worsley, cuarto baronet de Appuldurcombe. Edward Harley probablemente compró el manuscrito a Frances Worsley, pero no se lo legó a su viuda junto con el resto de la colección Harley, sino que lo legó directamente a su hija, Margaret Bentinck, duquesa de Portland.
Después de la muerte de la duquesa, las Horas de Bedford se vendieron en 1786 a James Edwards, un coleccionista privado que pujó más que el rey.  George Spencer-Churchill, quinto duque de Marlborough, compró el manuscrito, junto con el resto de la biblioteca de Edwards. Luego, con la venta de la biblioteca del Duque, Sir John Tobin lo compró: y en 1838 se lo regaló a su hijo, el reverendo John Tobin, quien lo vendió en 1851 al librero William Boone.  El manuscrito fue comprado por el Museo Británico en 1852 y ahora forma parte de la colección de manuscritos adicionales de la Biblioteca Británica.

## Contenidos

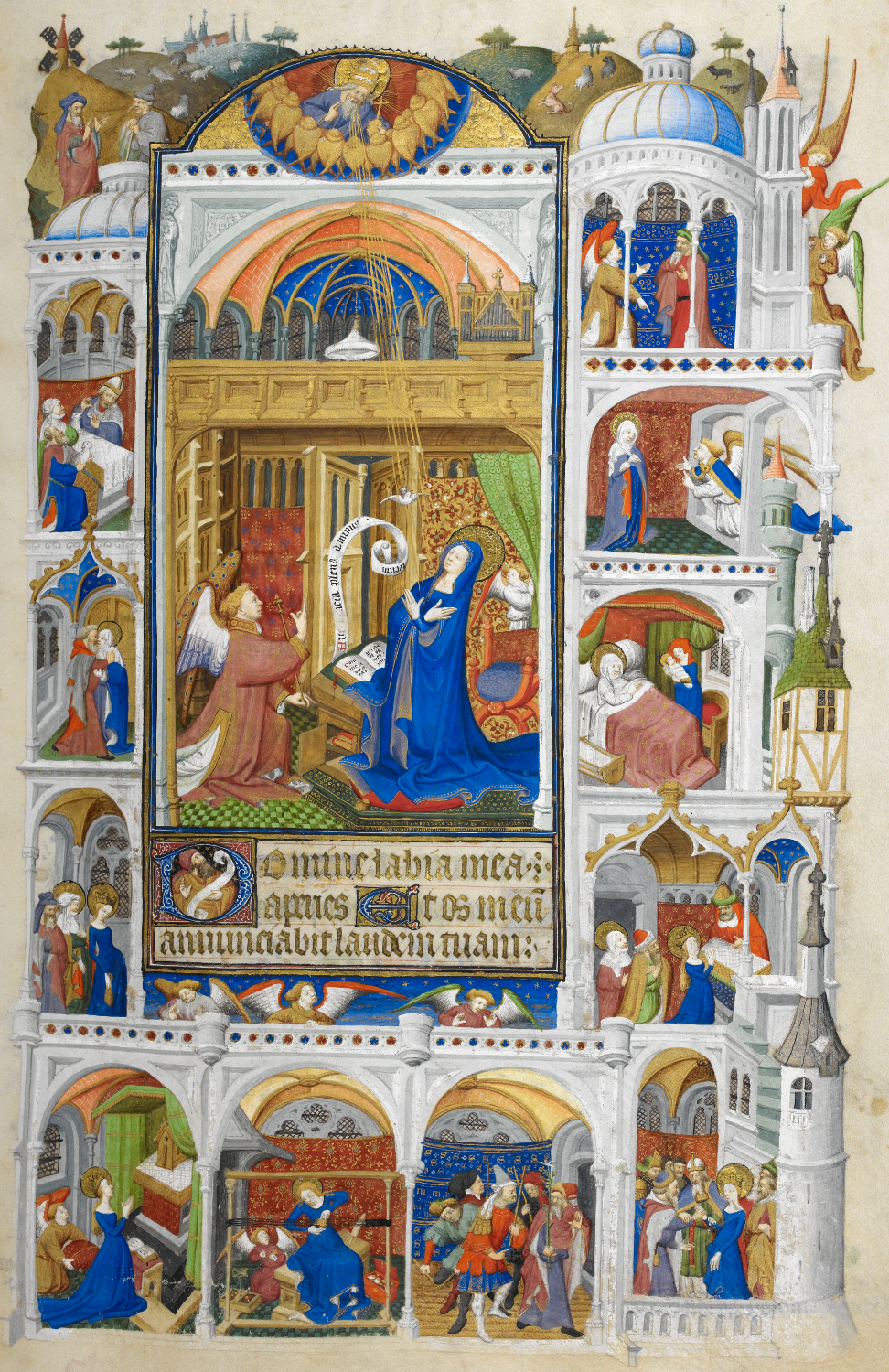
Miniatura de la Anunciación, con escenas de la vida de la Virgen, f. 32r

## Iluminación
El programa de decoración de las Horas de Bedford es un ejemplo excepcional de la iluminación medieval tardía. Los artistas responsables del manuscrito no han sido identificados con certeza, pero se les conoce colectivamente como el "Taller de Bedford", y al artista principal se le conoce igualmente como el "Maestro de Bedford".
Las manos del Maestro de Bedford y del Taller de Bedford han sido identificadas en otros manuscritos de este periodo, entre ellos el Breviario de Salisbury (París, Bibliothèque nationale de France, MS.lat. 17294), también propiedad del duque de Bedford.La iluminación de las Horas de Bedford también está relacionada con la de las Très Riches Heures du Duc de Berry (Chantilly, Musée Condé MS 65), iluminadas por los hermanos Limbourg. Es posible que algunas de las miniaturas de las Horas de Bedford se basaran en imágenes de las Très Riches Heures.
Otras producciones del Taller de Bedford son:
- las Horas de Lamoignon (Lisboa, Fundación Gulbenkian, MS LA 237): realizado c. 1420 y propiedad de Isabel de Bretaña [18]
- Viena, Österreichische Nationalbibliothek cod. 1855: realizado hacia. 1422-1425 para Carlos VII de Francia [19]
- las Horas Sobieski ( Colección Real, Castillo de Windsor ): realizado hacia 1420-1425, probablemente para Margarita de Borgoña, Delfina de Francia y esposa de Luis de Guyena. [20]